# Ahrensdorfer See
Der Ahrensdorfer See ist ein elf Hektar umfassender und bis zu sieben Meter tiefer Waldsee in Ahrensdorf, einem Ortsteil der brandenburgischen Gemeinde Rietz-Neuendorf im Landkreis Oder-Spree.
Der langgestreckte Rinnensee ist das mittlere Gewässer einer fünfteiligen Seenkette, die vom Blabbergraben verbunden und von Nord nach Süd in die Krumme Spree zwischen Kossenblatt und Werder entwässert wird. Der See gehört zum Naturpark Dahme-Heideseen.

## Geographie und Naturraum

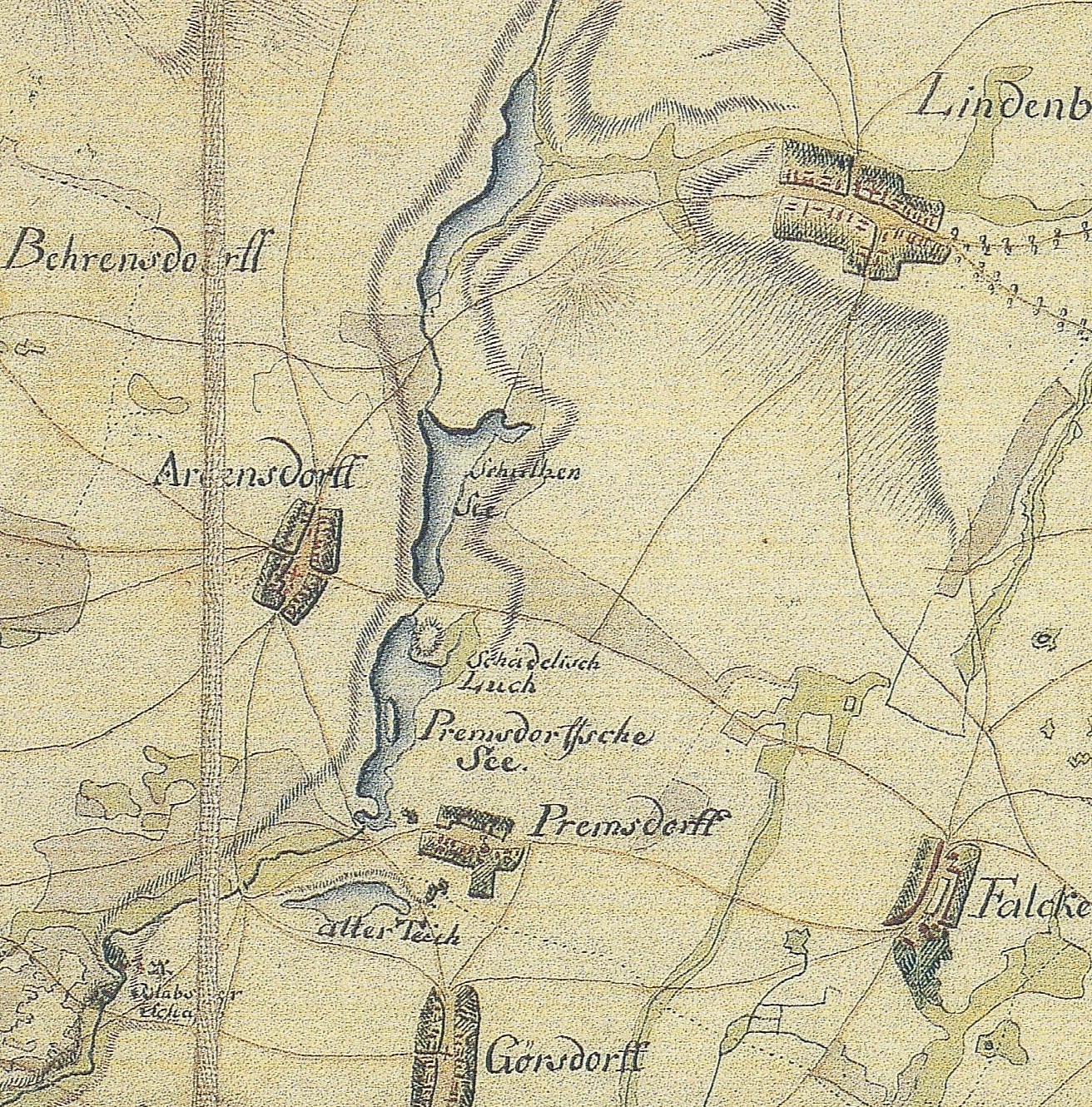
Teil der Blabbergrabenrinne im Schmettauschen Kartenwerk von 1767/87. Von Nord nach Süd: Lindenberger See, Ahrensdorfer See (hier noch als Schultzen See bezeichnet), Premsdorfer See.

Der Ahrensdorfer See liegt auf der Beeskower Platte, die als Nr. 824 in den Naturräumlichen Haupteinheiten Deutschlands in der Haupteinheitengruppe Nr. 82 Ostbrandenburgisches Heide- und Seengebiet geführt wird. Im Untergrund der Platte überwiegen Saaleeiszeitliche Grundmoränenflächen, die weitgehend von flachwelligen Endmoränenbildungen der letzten Eiszeit überlagert werden. Der See gehört zur fünfteiligen Seenrinne des Blabbergrabens, die im Norden mit dem Herzberger See beginnt. Die glaziale Rinne des Blabbergrabens verläuft parallel zur westlichen Scharmützelsee-Glubigseen-Rinne, deren Schmelzwasser ursprünglich wie die der Blabbergrabenrinne nach Süden Richtung Baruther Urstromtal flossen, deren Abflussrichtung sich allerdings nacheiszeitlich nach Norden zum Berliner Urstromtal umgekehrt hat.
Der vollständig siedlungsfreie und rundum bewaldete Natursee liegt im Osten der Gemarkung Ahrensdorfs. Der Dorfkern (Kirche) befindet sich rund 580 Meter westlich des Gewässers. Sein Ostufer bildet die Gemarkungsgrenze zu Lindenberg, einem Ortsteil der Nachbargemeinde Tauche. Nach einer Distanz von lediglich rund 120 Metern schließt sich im Süden mit dem Premsdorfer See das nächste Gewässer der Grabenrinne an. Auf diesem kurzen Stück passiert der verbindende Blabbergraben einen kleinen, in etwa runden See mit einem Durchmesser von etwa 35 Metern, der dicht an der Südspitze des Ahrensdorfer Sees liegt. Zwischen den Seen verläuft einer der regionalen Hauptwanderwege. Zudem kann der See auf einem 4,3 Kilometer langen Wanderweg umrundet werden. Eine Anbindung an das Straßennetz besteht nicht.

## Gewässerprofil
Bei einer maximalen Breite von rund 200 Metern zieht sich der schmale Ahrensdorfer See über rund 920 Meter von Nord nach Süd. Sein Umfang beträgt 2,532 Kilometer, die Fläche 10,57 Hektar. Seine maximale Tiefe liegt bei sieben, die mittlere Tiefe bei zwei Metern. Der Wasserstand liegt 60 m ü. NHN. Die ökologische Trophie des Gewässers wurde 2005 als sehr nährstoffreich eingestuft. Das umliegende Gelände steigt schnell, teils bereits nach 50 Metern, um 10 Meter an.
Der Zu- und Abfluss erfolgt durch den Blabbergraben, der im mittleren Verlauf  – insbesondere in den Sommermonaten – allerdings oft trocken liegt. Der Graben ist Teil des „Gewässerentwicklungskonzepts (GEK) Krumme Spree“ zur naturnahen Entwicklung von Fließgewässern im Rahmen der EU-Wasserrahmenrichtlinie (WRRL), das die Durchgängigkeit des teils verrohrten Bachs wiederherstellen will.

## Flora und Fauna
Im umgebenden, reich strukturierten Mischwald dominieren in den Hangbereichen Kiefern. Das Ufer wird vor allem von Erlen, Birken und Eichen gesäumt. An Nordwestufer gibt es einen Robinienbestand. Zudem kommen Douglasien, Weißbuchen, Lärchen und Fichten vor. Der nordöstlichen Bucht ist ein kleiner Bruchwald vorgelagert. Ein dichter Röhrichtgürtel nimmt vor allem das Nordufer ein.

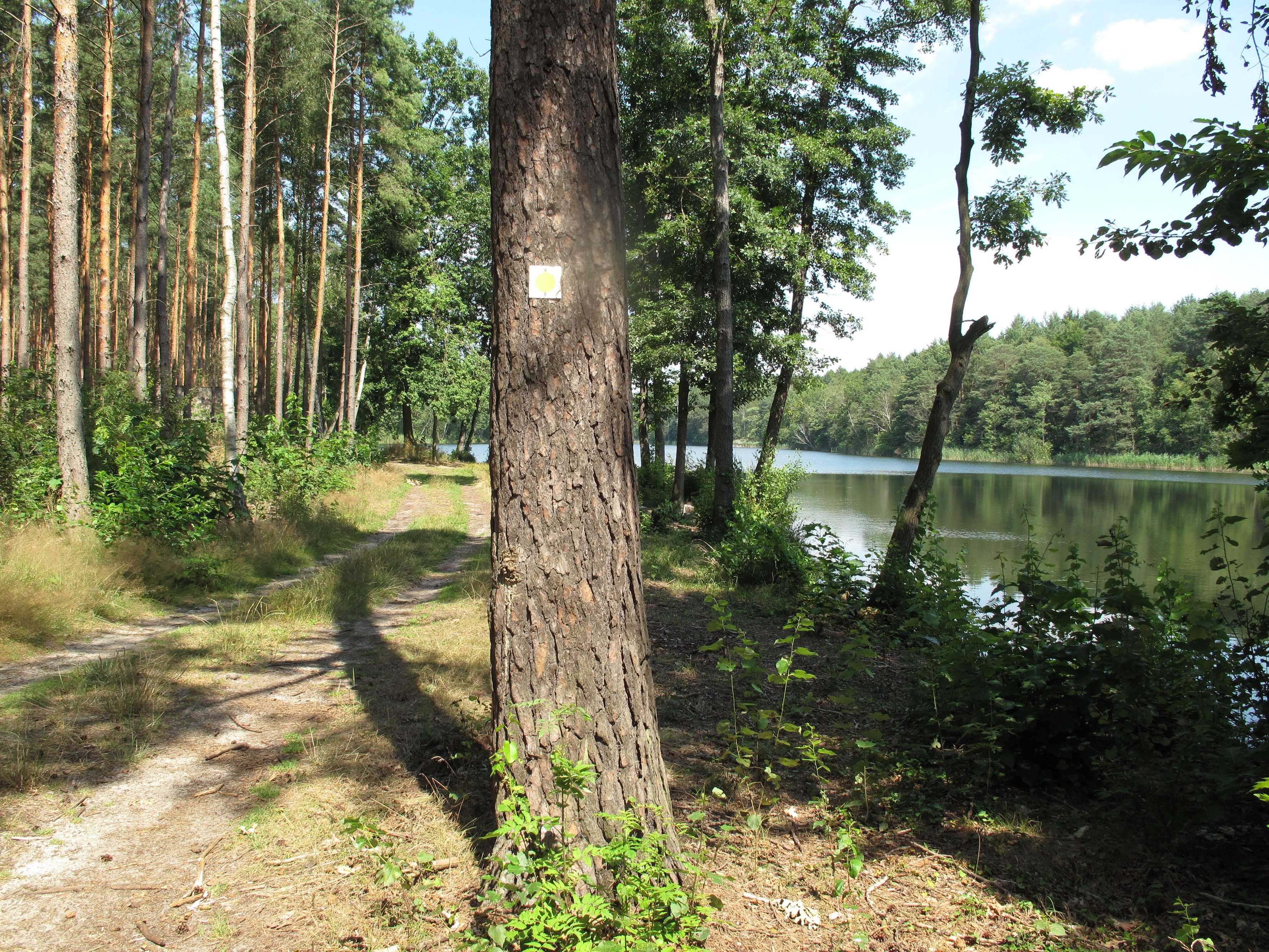
Rundweg am Westufer

An den Ufern des Angelgewässers stehen zuweilen Graureiher. Im See kommen die laut Roter Liste Brandenburg im Bestand zurückgehenden Zander und Aale vor. Zu den Hauptfischarten zählen Hechte, Barsche, Schleie, Karpfen, Giebel und verschiedene weitere Weißfischarten. Raubfische sind zudem mit Welsen und Forellen vertreten.

## Ersterwähnung und Name
Schriftlich verzeichnet wurde der See erstmals im Jahr 1666 mit der Angabe den Arnstorfischen See. Über ältere Namen und über den Namen in der slawischen Zeit ist nichts bekannt. Im Schmettauschen Kartenwerk (siehe Abbildung oben) von 1767/1787 als Schultzen See bezeichnet, wurde er in der Preußischen Uraufnahme von 1846 unter dem heutigen Namen Ahrensdorfer See eingetragen.
Benannt ist er nach dem Dorf Ahrensdorf, dessen Name auf die mittelniederdeutsche Grundform Arn(olde)sdörp = Dorf, das nach einem Mann namens Arnold benannt wurde zurückgeführt wird. Der Personenname Arnold wurde häufig auf den Kurznamen Arnd oder Arnt verkürzt. Ahrensdorf wurde sehr wahrscheinlich (die Zuordnung gilt als nicht ganz gesichert) erstmals 1387 als Arnstorf erwähnt.